# 제원 송계리 망개나무
제원 송계리의 망개나무는 대한민국의 천연기념물이다.
- 제원 송계리의 망개나무 보관됨 2007-09-29 - 웨이백 머신 - 남북의 천연기념물
- 제원 송계리의 망개나무 - 문화재청